# Paullinia hitchcockii
Paullinia hitchcockii är en kinesträdsväxtart som beskrevs av Henry Allan Gleason. Paullinia hitchcockii ingår i släktet Paullinia och familjen kinesträdsväxter. Inga underarter finns listade i Catalogue of Life.